# 京都運輸支局
京都運輸支局（きょうとうんゆしきょく）は国土交通省の地方支分部局である運輸支局のひとつ。近畿運輸局管内。
陸運部門と海事部門が別々の場所に設けられているほか、陸運部門はさらに自動車検査場が別に設けられている。

## 所在地
陸運部門
- 京都運輸支局本庁舎 - 京都府京都市伏見区竹田向代町37
  - 近鉄京都線「上鳥羽口駅」から徒歩4分、または京都市営地下鉄烏丸線「くいな橋駅」から徒歩5分。
  - 西隣の京都拘置所と北隣の京阪バス洛南営業所との間。
- 京都南自動車検査場 - 京都府久世郡久御山町大字田井小字東荒見27-2
  - 京阪本線「淀駅」および近鉄京都線「大久保駅」から京都京阪バス 宇治淀線『下津屋口』下車徒歩5分

海事部門
- 京都運輸支局舞鶴庁舎 - 京都府舞鶴市下福井901　舞鶴港湾合同庁舎2階
  - 西日本旅客鉄道（JR西日本）舞鶴線「西舞鶴駅」から徒歩30分。

## 管轄区域
- 陸運部門 - 京都府全域。ここで交付されるナンバープレートは「京都」ナンバーになる。
  - 1988年以前に交付されていたナンバープレートは「京」ナンバーであった。
- 海事部門 - 京都府日本海側全域。